# The Fratellis
The Fratellis je skupina pocházející ze skotského města Glasgow. Hlavním žánrem skupiny je především rock, konkrétně indie a alternativní, avšak většinou jejich písně zasahují i do post-punku. Tříčlenná kapela se skládá z kytaristy a hlavního zpěváka Johna Lawlera alias Jona Fratelli, baskytaristy Barryho Wallace neboli Barryho Fratelli a bubeníka, doprovodného vokalisty, příležitostného kytaristy a hráče na banjo Gordona McRoryho, jehož pseudonym je Mince Fratelli.

## Historie skupiny
Na první vystoupení čekala kapela do 4. března 2005, kdy odehrála menší koncert v glasgowském podniku O'Henry's Bar. Ještě v témže roce se Fratellis probojovali do skotského rádia Beat 106, dnešního XFM Scotland. Při koncertu v McChuills Bar je objevil jejich současný manažer Tony Fratelli, a tak po pouhých devíti odehraných vystoupeních podepsala skupina smlouvu s vydavatelstvím Fallout Records.
Jejich první EP s názvem The Fratellis EP na sebe nenechalo dlouho čekat. Ve formě 7" vinylu a CD bylo EP vydáno 7. dubna 2006 a objevily se na něm celkem 3 skladby - „Creepin' Up The Backstairs“, „Stacie Anne“ a „The Gutterati?“. 10. srpna 2006 vyšlo číslo prestižního hudebního magazínu NME, který představil The Fratellis jako nejlepší nově vzniklou kapelu v Británii.
V roce 2009 se kapela rozpadla a každý ze členů hrál v jiné kapele.
V červnu roku 2012 si Fratellis opět po třech letech zahráli na jednom pódiu. Kapela vystoupila v O2 ABC Glasgow dne 26. září 2012 a oznámila své britské turné v dubnu 2013. V průběhu turné zazněly poprvé také 3 skladby z chystaného alba: "She's Not Gone Yet But She's Leaving", "Seven Nights Seven Days" a "Whiskey Saga".
Nové album We Need Medicine vychází 7. října 2013. Obsahuje celkem 11 songů. Kapela se vydává na americké turné, následované britským a evropským.

## Diskografie
Studiová alba:
- Costello Music (2006)
- Here We Stand (2008)
- We Need Medicine (2013)
- Eyes Wide, Tongue Tied (2015)
- In Your Own Sweet Time (2018)